# 小野寺瑛輝
小野寺 瑛輝（おのでら えいき、2001年12月2日 - ）は、日本の男子バレーボール選手である。

## 来歴
宮城県気仙沼市出身。
東北高等学校、国際武道大学を経て、2023-24シーズン、V.LEAGUE DIVISION1 MEN（V1男子）に所属する東レアローズの内定選手となった。内定選手としてV1男子の試合に出場し、Vリーグデビューを果たした。

## 所属チーム
- 東北高等学校（2017-2020年）
- 国際武道大学（2020-2024年）
- 東レアローズ静岡（2024年-）